# Ле Куанг Льєм
Ле Куанг Льєм (в'єт. Lê Quang Liêm; нар. 13 березня 1991, Хошимін, В'єтнам) — в'єтнамський шахіст, гросмейстер (2006). Чемпіон світу з бліцу 2013 року. Володар найвищого шахового рейтингу серед шахістів В'єтнаму.
Його рейтинг на березень 2020 року — 2709 (31-ше місце у світі, 1-ше у В'єтнамі).
Сім разів представляв національну збірну на олімпіадах (2006—2018). 

## Турнірні досягнення
Переможець Аерофлот опен 2010 і 2011 рр.
У липні 2010 року посів 2 місце у Дортмунді, випередивши таких визначних шахістів, як Володимир Крамник, Шахріяр Мамедьяров і Петер Леко.
2013 року став чемпіоном світу з бліцу.
У жовтні 2015 року посів 2 місце (програв у фіналі Хікару Накамурі з рахунком ½ — 1½) на турнірі «Millionaire Chess», що проходив у Лас-Вегасі.
У вересні 2016 року в складі збірної В'єтнаму посів 42-ге місце на шаховій олімпіаді, що проходила в Баку. Набравши 6½ з 10 можливих очок (+4-1=5), Льєм посів 20-те місце (турнірний перформанс — 2709 очок) серед шахістів, які виступали на 1-й шахівниці.
У вересні 2019 року на кубка світу ФІДЕ Ле Куанг Льєм дійшов до 1/8 фіналу, де поступився вірменському шахісту Левону Ароняну на тай-брейку з загальним рахунком 2½ на 3½ очка.
Наприкінці грудня 2019 року на чемпіонаті світу зі швидких та блискавичних шахів, що проходив у Москві, Ле Куанг посів:
 — 13-те місце у турнірі зі швидких шахів, набравши 9½ з 15 очок (+7-3=5),
 — 38-ме місце у турнірі з блискавичних шахів, набравши 12½ очок з 21 можливого (+9-5=7).
У січні 2020 року з результатом 7 очок з 10 можливих (+5-1=4) посів 15-те місце на турнірі «Gibraltar Chess Festival 2020».

## Зміни рейтингу
| На цьому місці має відображатися графік чи діаграма, однак з технічних причин його відображення наразі вимкнено. Будь ласка, не видаляйте код, який викликає це повідомлення. Розробники вже працюють для того, щоби відновити штатне функціонування цього графіка або діаграми. | |
| | На цьому місці має відображатися графік чи діаграма, однак з технічних причин його відображення наразі вимкнено. Будь ласка, не видаляйте код, який викликає це повідомлення. Розробники вже працюють для того, щоби відновити штатне функціонування цього графіка або діаграми. |